# Ilich Ramírez Sánchez
Pour les articles homonymes, voir Ramírez et Carlos.
Ilich Ramírez Sánchez, dit Carlos ou le Chacal, né le 12 octobre 1949, est un terroriste vénézuélien.
Il est surtout connu pour les différents attentats qu'il mène en Europe et pour son habileté à rester dans la clandestinité. Condamné par la justice française à la réclusion criminelle à perpétuité pour assassinats, il est détenu à la maison d’arrêt de la Santé, à Paris. Il est ensuite incarcéré à la maison centrale de Poissy dans les Yvelines.

## Biographie
Ilich Ramírez Sánchez est le fils d'un riche avocat communiste vénézuélien, José Altagracia Ramírez-Navas, et d'Elba Maria Sánchez. Il fut prénommé Ilich en hommage à Lénine, dont c'était le patronyme, alors que son frère cadet est prénommé Lenín et son plus jeune frère Vladimir. Ses parents divorcent quand Vladimir a quatre ans, mais ils continuent de vivre sous le même toit où des maîtresses d’école marxistes viennent enseigner.
Après cette instruction primaire à domicile, il fréquente le lycée Fermín Toro (es) à Caracas, rejoint le Mouvement des jeunes du Parti communiste en 1959 et assiste à la troisième Tricontinental Conference en janvier 1966 avec son père. Cette même année, ses parents divorcent. Sa mère part pour Londres afin d'étudier au Stafford House College de Kensington et à la London School of Economics et emmène ses enfants avec elle pour qu'ils aient « une éducation internationale ».
En 1968, son père tente d'inscrire Ilich et son frère à la Sorbonne, mais un responsable du KGB le détecte auparavant parmi les recrues, et il opte finalement, grâce à une bourse obtenue par le Parti communiste du Venezuela, pour l'université Patrice-Lumumba à Moscou, un établissement destiné à former les élites du Tiers-Monde. Il y parfait son entraînement, mais en est exclu en 1970 pour « provocations antisoviétiques et vie dissipée », à cause de son goût immodéré pour l'alcool et les femmes.
Il se rend ensuite dans un camp d'entraînement à la guérilla tenu par le Front populaire de libération de la Palestine (FPLP), à Amman, capitale de la Jordanie. Il enchaîne avec des études à la Polytechnic of Central London et accomplit ses premières opérations au profit du FPLP.
Alors qu’il n’était qu’un membre comme un autre du FPLP, il devient le bras droit du chef du FPLP pour le « théâtre de l'Ouest », c'est-à-dire l’Europe, dans le jargon de cette organisation.

### Front populaire de libération de la Palestine (FPLP)
En 1973, il prend les commandes du Front populaire de libération de la Palestine - Opérations externes (FPLP-OE) et prend le surnom de Carlos le Chacal.

#### Attentat contre la Fédération sioniste de Grande-Bretagne
Le premier véritable contrat de Carlos est l’assassinat de Joseph Edward Sieff, frère du président de Marks & Spencer et vice-président de la Fédération sioniste de Grande-Bretagne.
Le 30 décembre 1973 à Londres, il se rend chez Sieff à St John's Wood, se fait conduire auprès de lui par la femme de chambre. Le trouvant dans sa baignoire, Carlos tire avec son pistolet Tokarev TT 33 mais ne lui inflige qu'une relativement grave blessure au visage, qui a pour effet de l'assommer. Carlos est contraint de prendre la fuite car son arme s'est enrayée : Sieff survivra.

#### Attentat contre la banque israélienne Hapoalim
Le 24 janvier 1974, également à Londres, une grenade est jetée dans le hall de la banque israélienne Hapoalim Bank, blessant plusieurs employés.
Carlos revendique l'attentat avant de sévir en France.

#### Attentats à Paris
Dans la nuit du 2 au 3 août 1974, Carlos lance successivement des grenades contre les sièges du quotidien de droite L'Aurore, de l’hebdomadaire d’extrême droite Minute et du mensuel du judaïsme l’Arche, sans faire de victimes. Il revendique ces attentats.

#### Attentat du Drugstore Publicis de Saint-Germain-des-Près
Le 15 septembre 1974, il lance dans l'enceinte du Drugstore Saint-Germain ou Drugstore Publicis, qui est la propriété de Marcel Bleustein-Blanchet, une grenade américaine de type M 26 — qui s'avérera avoir été volée sur la base américaine de Miesau en Allemagne par la bande à Baader. L'attentat fait deux morts et trente-quatre blessés, dont quatre enfants.
La Direction de la Surveillance du territoire (DST) est sur la piste de Carlos. L'objectif du terroriste était de faire pression sur l’État français pour accélérer ses négociations avec Yoshaki Yamada, terroriste de l'Armée rouge japonaise qui, deux jours plus tôt, avait commencé la prise d’otage de l’ambassade de France à La Haye, ainsi que la libération de militants détenus en France.
Carlos revendiquera cet attentat cinq ans après les faits dans une interview parue le 13 décembre 1979 dans le magazine Al Watan Al-Arabi.

#### Attentats d'Orly
Le 13 janvier 1975, il tente une attaque au lance-roquettes RPG-7 dans l'aéroport d'Orly. Il tire sur un Boeing 707 de la compagnie El Al, la compagnie nationale israélienne de transport aérien, mais rate sa cible. La roquette s'écrase sur une voiture. La seconde roquette transperce un Douglas DC-9 de la compagnie yougoslave JAT. Un steward et un gendarme sont blessés mais les trente et un passagers qui se trouvaient à bord n'ont rien, bien que le fuselage de l'appareil ait été percé en plein milieu.
Le 19 janvier 1975, Carlos revient à Orly avec deux autres terroristes. Ils récupèrent un bazooka caché dans les toilettes et gagnent la terrasse de l'aéroport. Alors qu'ils s'apprêtent à viser un avion de la compagnie El Al, ils sont repérés. Ils se précipitent dans le hall, où ils tirent autour d'eux, prennent deux personnes en otage et obtiennent un avion pour se rendre à Bagdad. Cette attaque fait 21 blessés.
Le 27 juin 1975, il abat Raymond Dous et Jean Donatini, deux inspecteurs de la DST, ainsi qu’un informateur libanais, dans un appartement rue Toullier à Paris. Un troisième policier, Jean Herranz, commissaire de la DST, est grièvement blessé.

### Prise d'otages du siège de l'OPEP
Le 21 décembre 1975, il organise la séquestration de 11 ministres de l'Organisation des pays exportateurs de pétrole (OPEP) à Vienne, lors d'une rencontre des dirigeants au siège de l'organisation, notamment les ministres du Pétrole et les délégués de l'Algérie, de l'Arabie saoudite, de l'Équateur, du Gabon, de l'Indonésie, de l'Iran, de l'Irak, du Koweït, de la Libye, du Nigeria, du Qatar et des Émirats arabes unis.
Le commanditaire était le Libyen Mouammar Kadhafi, soucieux de contrebalancer l'influence de ses principaux rivaux : l'Arabie saoudite et l'Iran mais aussi sur les États-Unis, soucieux de faire baisser le prix du pétrole. En effet, les pays de l'OPEP avaient acquis un pouvoir énorme, mais ils étaient divisés entre l'Iran chiite et les monarchies sunnites. Le Venezuela équilibrait la donne. L'objectif est de dénoncer « l'impérialisme américain », « l'agression sioniste » et le rôle du « peuple arabe et des autres peuples du tiers monde » dans la gestion des ressources pétrolières.
Secondé par un groupe de cinq hommes et une femme, Carlos catégorise les ministres en trois groupes : « amical », « neutre » et « hostile ». Filmée et retransmise en direct par les télévisions du monde entier, l'opération tournera au fiasco.
Les terroristes sont repérés car ils entrent dans la salle de réunion en tirant autour d'eux, faisant trois morts, blessant plusieurs personnes et prennent en otages soixante-six personnes, dont onze ministres. La police autrichienne encercle la zone et déploie des tireurs d'élite. Les terroristes se présentent comme la « branche armée de la révolution arabe ». But de l'opération : assassiner le ministre saoudien du pétrole, Ahmed Zaki Yamani, figure emblématique de l'OPEP.
Carlos désigne l'Irakien Riyadh al Azzawi comme intermédiaire de négociation avec le chancelier autrichien, Bruno Kreisky. Carlos exige et obtient l'hospitalisation de Klein, blessé, qu'un long communiqué soit diffusé en français à la radio et à la télévision autrichiennes « toutes les deux heures » et un avion. Le ministre algérien des Affaires étrangères, Abdelaziz Bouteflika, propose au gouvernement autrichien d'accueillir l'avion avec les ravisseurs s'ils voulaient s'y rendre.
Un Douglas DC-9 est affrété pour rejoindre Alger. Neville Atkinson (en), ancien pilote de la Royal Navy et pilote personnel de Mouammar Kadhafi au moment des faits, est chargé de transporter les terroristes accompagnés de quarante-deux otages. À Alger, trente otages sont libérés, dont les ministres. L'avion part ensuite en direction de Tripoli. Mais entre-temps, Kadhafi avait retiré son soutien à Carlos. L'avion a donc dû retourner à Alger, où la prise d'otages prend fin le 23 décembre 1975, après des négociations directes avec Bouteflika.

### Après 1975
Carlos quitte rapidement l'Algérie pour la Libye, puis pour le Yémen du Sud, à Aden, où il a à répondre de ses actions lors d'une entrevue avec les dirigeants du FPLP. Wadie Haddad vit alors dans le quartier de Khormaksar et l'hôtel Rock dans le quartier Tawahi près du « steamer point », un lieu de transit pour certains militants, notamment de la RAF, avec laquelle il partage ses ressources logistiques.
Carlos est écarté de la section des opérations extérieures ; Wadie Haddad, fondateur du FPLP-OE, l'accuse d'avoir refusé d'exécuter deux otages ou d'avoir prélevé de l'argent de la rançon lors de la prise d'otage de l'OPEP[réf. nécessaire].
Recherché par toutes les polices occidentales, il s'installe à Beyrouth. Il quitte le Liban en 1982, à la suite de la défaite des Palestiniens.
Il reste discret jusqu'à l’arrivée d’une lettre à l’ambassade de France de La Haye, le 26 février 1982. Authentifiée par deux empreintes digitales de son pouce, cette lettre exige la libération de son bras droit Bruno Bréguet et de sa compagne Magdalena Kopp, arrêtés dix jours auparavant à Paris avec plusieurs kilos d’explosifs, prêts pour un attentat à la voiture piégée devant l'ambassade des Émirats arabes unis que Carlos voulait faire chanter,.
Par la suite, une série d'attentats à la bombe destinés à obtenir leur libération touche la France : dans le train Capitole Paris-Toulouse le 29 mars 1982 (5 morts, 77 blessés), une voiture piégée devant le siège du journal Al-Watan al-Arabi le 22 avril 1982, rue Marbeuf à Paris (1 mort, 63 blessés), dans le TGV près de Tain-l'Hermitage et à la gare Saint-Charles de Marseille le 31 décembre 1983 (5 morts et 50 blessés).
Peu après, on le signale au Yémen du Sud et en Libye. Carlos retrouve Magdalena Kopp en 1985 à Damas, en Syrie. Avec leur fille Elba Rosa, le couple coule une semi-retraite dans un quartier résidentiel de la capitale syrienne. Mais il se révèle un hôte dérangeant pour le régime syrien, qui tente de retrouver une place dans le concert des nations. En 1991, il est lâché par ses protecteurs et trouve refuge au Soudan. Dans ses activités au sein des services secrets soudanais, il était connu sous le nom de cheikh Hissene[réf. nécessaire].
Le 1er juin 1992, il est condamné en France à la réclusion à perpétuité par contumace pour le meurtre des deux policiers de la DST et de leur informateur commis le 27 juin 1975.

### Arrestation et procès
Le directeur adjoint de la DST, Jean-François Clair, apprend de la CIA que Ilich Ramirez Sanchez se trouve au Soudan courant 1994. Prenant contact avec les services soudanais, qui nient que le terroriste se situe sur leur sol puis qui le reconnaissent, la DST mène une enquête pour le localiser. Le 14 août 1994 à Khartoum, la DST, dirigée alors par le préfet Philippe Parant, parvient à le faire enlever sur ordre de Charles Pasqua alors ministre de l'Intérieur, sans mandat d'extradition et avec le soutien du gouvernement soudanais, puis à le ramener, anesthésié, dans un avion militaire qui atterrit à l'aéroport de Villacoublay. Il est incarcéré en France à la prison de la Santé le 15 août 1994. Sa capture a eu lieu pendant qu'il était endormi pour une chirurgie plastique qui visait à cacher son identité. Le président de la République du Venezuela Hugo Chávez considérera, en 2009, qu'il s'agissait d'un kidnapping.
L’instruction de son affaire est assurée par le juge Jean-Louis Bruguière. Sa défense est préparée par les avocats Jacques Vergès, Mourad Oussedik et Martine Tigrane avec l'aide du banquier pro-palestinien François Genoud. Avant son arrestation et selon ses propres déclarations, Carlos aurait rencontré clandestinement Jacques Vergès à plus de vingt reprises à Damas.
Son procès débute le 12 décembre 1997 et se termine le 24 décembre 1997,. Il comparaît pour une seule affaire, le triple assassinat remontant au 27 juin 1975, les autres étant encore à l’instruction à ce moment-là. Il est reconnu coupable, condamné par la justice française à la réclusion criminelle à perpétuité,.
Un nouveau procès s'ouvre le 7 novembre 2011 pour quatre attentats commis entre 1982 et 1983, pour lesquels il réfute toute implication. Sa défense est assurée devant la cour d'assises spéciale par Isabelle Coutant-Peyre et Francis Vuillemin, avocats au barreau de Paris. Il est condamné le 15 décembre 2011 à une nouvelle peine de perpétuité assortie d'une période de sûreté de 18 ans. Rejugé en appel, il est condamné à la même peine le 26 juin 2013.

### La prise d’otages de La Haye
L'attentat du drugstore trouve son origine et son mobile deux mois plus tôt. En effet, en juillet 1974, un émissaire nippon formé par le FPLP est arrêté à l'aéroport d'Orly par la police française. Le FPLP décide alors de monter une prise d'otages à l'ambassade française des Pays-Bas pour obtenir sa libération. Ainsi, trois commandos nippons feront irruption dans les locaux de la représentation diplomatique le 13 septembre 1974. Ce sera pendant une prise d'otage qui durera quatre jours que l'attentat du drugstore sera mis à exécution[Quoi ?].
« Le gouvernement français faisant preuve de mauvaise volonté dans la satisfaction des exigences des preneurs d’otages, la situation devait s’enliser, résume la juge Duyé. C’est dans ces conditions que, le dimanche 15 septembre 1974, une grenade était lancée dans le Drugstore Publicis du boulevard Saint-Germain, à Paris, aux fins de faire pression sur l’État français. De fait, la prise d’otages en cours aux Pays-Bas devait connaître son dénouement le surlendemain, les personnes retenues ayant été libérées, et le commando ayant obtenu de pouvoir s’enfuir à bord d’un Boeing 707 long-courrier en possession de 300 000 dollars. »[réf. nécessaire]

### Les grenades volées
Haruo Wako, le chef du commando japonais, a déclaré que Carlos avait retrouvé son équipe juste avant la prise d’otages pour lui fournir trois grenades et deux pistolets.
Il ajoute : « J’ai eu le sentiment que Carlos était impliqué dans cet attentat contre le Drugstore. Il était chargé de négocier avec le gouvernement français lors de la prise d’otages à La Haye, mais Paris ne l’a pas pris au sérieux. Je suppose que Carlos a monté cet attentat pour faire savoir au gouvernement français que c’était lui qui dirigeait l’opération de prise d’otages. »[réf. nécessaire]
Un ancien acolyte de Carlos, Hans-Joachim Klein, confirmera ces dires. Les deux hommes auront notamment participé à la prise d’otages du siège de l'OPEP à Vienne.
Interrogé en 1998, Hans-Joachim Klein avait aussi imputé l’attentat du Drugstore à son ancien complice.

### L'attentat du drugstore Publicis
Pour l'attentat du drugstore Publicis en 1974, un premier non-lieu est rendu en 1983 en raison de l'absence de l'auteur présumé. Puis, en janvier 1999, la chambre d'accusation de Paris prononce un nouveau non-lieu clôturant définitivement le dossier. Après une longue bataille procédurale autour de la question de la prescription des faits, Carlos est rejugé en mars 2017 devant la cour d’assises spéciale de Paris, au regard de « la persévérance de l’engagement terroriste de Ilich Ramírez Sánchez » et de la « connexité avec d’autres faits » pour lesquels des actes de procédure ont été accomplis.
Il est défendu par trois avocats du barreau de Paris (Isabelle Coutant-Peyre, son épouse, Francis Vuillemin et Antoine Van Rie) et un avocat du barreau de Zurich (Marcel Bosonnet).
Il est condamné le 28 mars 2017 à la réclusion criminelle à perpétuité, pour l'attentat du Drugstore. Il fait appel de cette décision et son nouveau procès s'ouvre le 5 mars 2018 devant une cour d'assises spéciale, qui confirme dix jours plus tard la réclusion criminelle à perpétuité. Le 6 juin, un compte-rendu du procès, résumant chaque journée d'audience, est publié dans la « gazette numérique » de Marc-Édouard Nabe, Nabe's News, augmenté de dessins d'audience réalisés par l'écrivain.

### Incarcération
Il est transféré à la maison centrale de Saint-Maur le 17 octobre 2002.
En prison, il se convertit à l'islam. Lors d'une cérémonie musulmane en 2001, Ramírez Sánchez se marie religieusement avec son avocate, Isabelle Coutant-Peyre, alors qu'il était toujours légalement marié à Lana Jarrar, sa seconde femme disparue dont il serait sans nouvelles.
En octobre 2001, il rend un hommage à Oussama ben Laden, défendant à la fois le choix des cibles des attentats du 11 septembre 2001 et l'absence d'implication de Ben Laden ou des talibans dans ceux-ci. Il publie une autobiographie en juin 2003 intitulée L'islam révolutionnaire. Dans ce livre, il soutient Oussama ben Laden et ses attaques contre les États-Unis, ainsi que Saddam Hussein pour avoir résisté aux États-Unis, appelant celui-ci le « dernier chevalier arabe ».
Fin 2003, il correspond avec l'écrivain français Marc-Edouard Nabe, qui lui offre une tribune mensuelle dans son éphémère journal La Vérité. Dans son premier billet, publié en novembre 2003, il y est mentionné en tant qu'« analyste politique le plus digne de ce temps ». Cette correspondance journalistique durera jusqu'à l'arrêt de la publication, en février 2004. Les sujets embrassés vont de la critique littéraire du roman de Marc-Édouard Nabe, Printemps de feu (2003), aux interventions occidentales en Irak et leurs futures répercussions en Libye. Après la disparition du journal, Carlos continue d'adresser des lettres à Nabe, qui les publie en 2017 dans le livre Les Porcs.
En mars 2004, il est transféré à la maison d'arrêt de Fresnes. Détenu à l'isolement du 15 août 1994 au 17 octobre 2002 pour des raisons de sécurité, il conteste cette décision en justice en 2005. Un arrêt de la Cour européenne des droits de l'homme du 4 juillet 2006 conclut que, compte tenu de la personnalité du détenu, l'isolement ne constituait ni une mesure excessive ni un « traitement inhumain ou dégradant », mais qu'en revanche l'absence de recours, en droit français, contre les décisions d'isolement, constituait une violation de l'article 13 de la Convention européenne des droits de l'homme (CEDH) qui donne le droit à un recours effectif.
Le 5 janvier 2006, Carlos est transféré à la maison centrale de Clairvaux. Il est actuellement incarcéré à la maison centrale de Poissy dans les Yvelines.
En mai 2007, le juge Jean-Louis Bruguière ordonne un nouveau procès contre Carlos concernant des faits de « meurtres et de destructions de biens à l'aide de substances explosives » ayant eu lieu en France en 1982 et 1983.
En février 2009, il écrit de sa prison au président américain Barack Obama afin d’intervenir pour retrouver la trace de son complice suisse Bruno Bréguet.
En mai 2009, il apporte son soutien à la liste antisioniste que Dieudonné présente aux élections européennes du 7 juin 2009 afin de dénoncer ce qu'il voit comme de la barbarie israélienne envers les Palestiniens (Carlos est d'ailleurs le parrain de la deuxième fille de Dieudonné M'bala M'bala).
Le 21 novembre 2009, Hugo Chávez a fait l'éloge de Carlos. Prenant la parole à Caracas devant un congrès international réunissant des représentants de partis de gauche, le président vénézuélien a qualifié son compatriote Ilich Ramirez Sanchez de héros révolutionnaire et prend sa défense : « On l'accuse d'avoir été un terroriste. Mais il fut en réalité l'un des grands combattants de l'Organisation de libération de la Palestine. Il a, je le pense, été injustement condamné. On l'accuse de choses dont il n'est pas responsable. ».
En mai 2010, il intervient auprès de son avocat pour dénoncer les inexactitudes du film Carlos d'Olivier Assayas, triptyque de 5 h 30 consacré à sa vie. Il indique que ce film comporte des inexactitudes et des falsifications. Il cite notamment le cas de la prise d'otages du siège de l'OPEP à Vienne en 1975, prétendument commanditée par Saddam Hussein[pas clair] dans le film, alors qu'il affirme que c'est en réalité le dirigeant libyen de l'époque Mouammar Kadhafi qui en serait le véritable candidat inspirateur.

## Dans les œuvres de fiction
- Dans deux livres de la trilogie de Jason Bourne de Robert Ludlum – The Bourne Identity (La Mémoire dans la peau) (1980) et The Bourne Ultimatum (La Vengeance dans la peau) (1990), l'ennemi du personnage principal se nomme Carlos et Ilich Ramirez Sanchez y est décrit comme « l'homme le plus dangereux de tous les temps ». Dans le chapitre 13 du premier roman, le personnage de Marie Saint-Jacques lit à Jason Bourne un article de journal qui envisage l'implication du « Carlos romancé » dans l'assassinat de John F. Kennedy en novembre 1963, ce qui semble a priori peu compatible avec l'âge réel du « véritable Carlos », né en octobre 1949.
- Carlos apparaît à plusieurs reprises dans les romans de Frédéric Dard signés San-Antonio, dont La Pute enchantée, publié en 1981.
- La Traque Carlos (1994), roman de la série SAS.
- Le documentaire Les années Carlos, produit en 1995 par Doc en Stock, retrace l'évolution du terroriste vénézuélien. Derrière ce documentaire se trouve Daniel Leconte, la même personne qui sera à l'origine de la production de la mini-série quelques années plus tard.
- Le film d'espionnage canadien de Christian Duguay, Contrat sur un terroriste, sorti en 1997 retrace la traque de Carlos.
- Carlos intervient aussi dans les livres Rainbow Six de Tom Clancy où des terroristes effectuent une prise d'otage pour le faire libérer.
- Le film L'Avocat de la terreur de Barbet Schroeder, consacré à Jacques Vergès, qui fut l'avocat de Carlos, retrace la période des attentats commis en France, avec à l'appui de nombreuses interviews de Carlos lui-même depuis sa prison.
- En février 2009, le metteur en scène français Olivier Assayas réalise un film, destiné à la télévision, sur la vie de Ilich Ramirez sous le titre Carlos, avec Édgar Ramírez dans le rôle de Carlos. Le film est présenté en sélection (hors compétition) à Cannes et est diffusé en trois parties sur Canal+ les 19 mai 2010, 26 mai 2010 et 2 juin 2010. Le film, distribué par MK2, est également sorti en salles le 7 juillet 2010 dans une version de 2 h 45. Le 16 janvier 2011, le film est récompensé du Golden Globe du meilleur film de télévision[50]. Olivier Assayas, revendiquant son éducation politique situationniste et l’influence de Guy Debord, déclare estimer que l’action de Carlos s’inscrit dans le cadre du terrorisme d'État[51].
- Carlos apparaît dans le roman V13 d'Emmanuel Carrère.